# Die Glocke

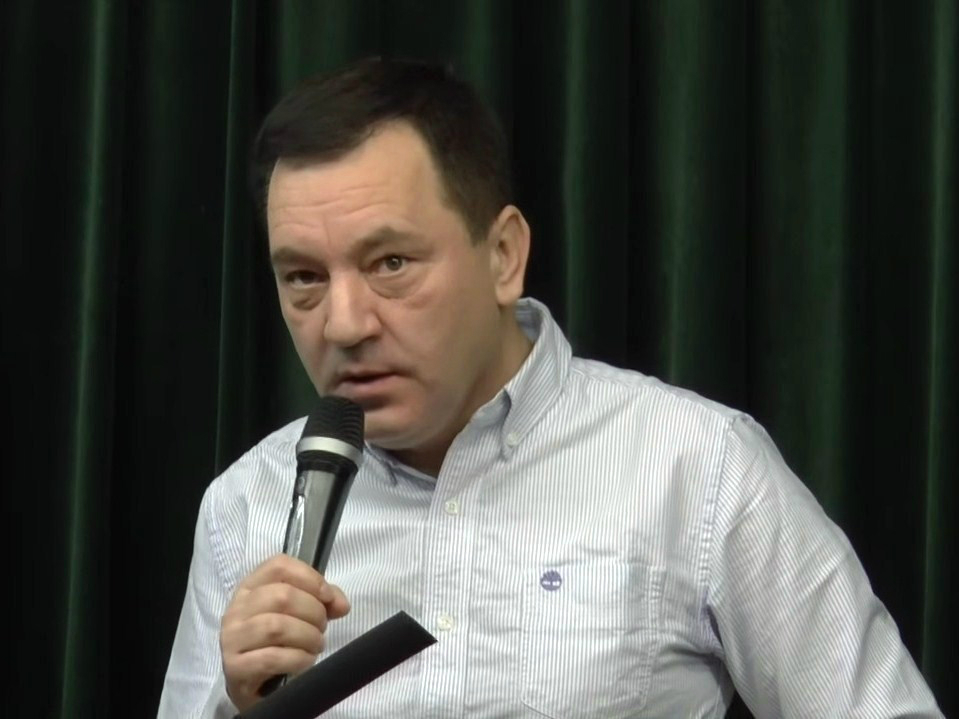
Igor Witkowski

Die Glocke (phát âm [diː ˈɡlɔkə], tiếng Đức nghĩa là cái "Chuông") là một thiết bị công nghệ khoa học tuyệt mật, vũ khí bí mật hay Wunderwaffe của Đức Quốc xã. Được nhà báo và nhà văn Ba Lan Igor Witkowski mô tả trong Prawda o Wunderwaffe (2000), sau đó nó được truyền bá bởi nhà báo quân sự và nhà văn Nick Cook cũng như các tác giả như Joseph P. Farrell và những người khác liên kết nó với chủ nghĩa huyền bí của Đức Quốc xã và nghiên cứu về năng lượng tự do hoặc phản trọng lực.
Die Glocke đã trở thành một chủ đề phổ biến về huyễn tưởng và một phần tương tự như cộng đồng fan hâm mộ khoa học viễn tưởng tồn tại xung quanh nó và các loại "vũ khí kỳ lạ" hay Wunderwaffen được cho là của Đức Quốc xã. Các nhà phê bình chính thống như cựu khoa học gia ngành hàng không vũ trụ David Myhra đã bày tỏ sự hoài nghi liệu có sự tồn tại của một loại thiết bị như vậy hay không.

## Lịch sử

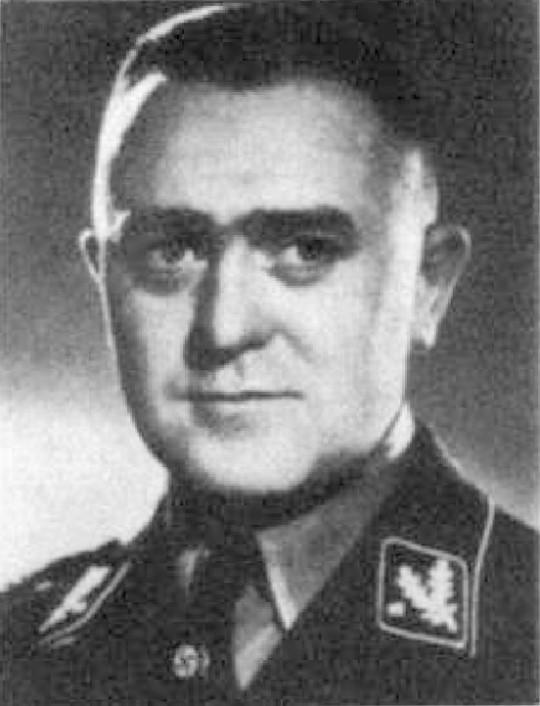
Jakob Sporrenberg

Thảo luận về Die Glocke bắt nguồn từ các tác phẩm của Igor Witkowski. Cuốn sách tiếng Ba Lan năm 2000 của ông Prawda o Wunderwaffe (The Truth About The Wonder Weapon, được in lại bằng tiếng Đức với tựa đề Die Wahrheit über die Wunderwaffe), còn gọi là "Chuông Đức Quốc xã". Witkowski đã viết rằng lần đầu tiên ông phát hiện ra sự tồn tại của Die Glocke bằng cách đọc lại những bản sao từ một cuộc thẩm vấn viên cựu sĩ quan SS của Đức Quốc xã Jakob Sporrenberg. Theo Witkowski, ông tìm ra những bản sao chép được coi là tuyệt mật vào tháng 8 năm 1997 bởi một liên lạc tình báo Ba Lan giấu tên cho biết anh ta đã tiếp cận các tài liệu của chính phủ Ba Lan có liên quan đến vũ khí bí mật của Đức Quốc xã. Witkowski xác nhận rằng ông chỉ được phép sao chép các tài liệu và không được phép sao chụp. Mặc dù không có bằng chứng về tính xác thực của lời phát biểu của Witkowski, nhưng nó đã giành được một lượng độc giả lớn hơn khi được nhà văn Anh Nick Cook kể lại, ông này còn thêm vào quan điểm của mình lên các tuyên bố của Witkowski trong cuốn The Hunt for Zero Point. Tác giả Jason Colavito viết rằng những tuyên bố của Witkowski đã được "tái chế" từ những lời đồn đại về nền khoa học huyền bí của Đức Quốc xã trong thập niên 1960 được xuất bản lần đầu tiên trong cuốn Morning of the Magicians, và mô tả Die Glocke là "một vài thiết bị nằm bên ngoài văn hoá cận cảnh cứ nghĩ rằng nó thực sự tồn tại. Nói đúng ra, đây là một trò lừa bịp, hoặc ít nhất là một sự phóng đại lung tung."

## Mô tả

Biểu tượng cái chuông của Die Glocke

Được cho là một thí nghiệm do các nhà khoa học Đế chế Thứ ba tiến hành dưới sự quản lý của SS tại một cơ sở của Đức có tên là Der Riese ("Người Khổng Lồ") cạnh khu mỏ Wenceslaus và gần biên giới Séc, Die Glocke được mô tả là một thiết bị "được làm từ kim loại nặng, cứng" rộng khoảng 2,7 mét (9 ft) và cao 3,7 đến 4,6 mét (12 đến 15 ft), có hình dạng tương tự như một chiếc chuông lớn. Theo một cuộc phỏng vấn Witkowski của Cook, thiết bị này có vẻ như chứa hai xi lanh quay ngược, nó có thể được "làm đầy với chất có chứa thủy ngân, màu tím". Chất lỏng kim loại này có mật danh "Xerum 525" và được "lưu trữ trong một cái bình giữ nhiệt lớn chứa nhiệt độ cao được bọc trong chì". Các chất bổ sung được cho là dùng trong các thí nghiệm, gọi là Leichtmetall (kim loại nhẹ), "bao gồm thorium và beryllium peroxides". Witkowski mô tả Die Glocke, khi được kích hoạt sẽ có một vùng ảnh hưởng kéo dài từ 150 đến 200 mét (490 đến 660 ft). Trong khu vực này, các tinh thể sẽ hình thành trong mô động vật, máu sẽ tách ra và gel trong khi thực vật sẽ phân hủy thành chất giống như dầu nhờn. Witkowski cũng cho biết năm trong số bảy nhà khoa học ban đầu làm việc trong dự án đã chết trong quá trình thử nghiệm. Dựa trên một số chỉ dẫn bên ngoài, Witkowski tuyên bố rằng những tàn tích của một khung bê tông được đặt cho một cái tên mỹ miều là "The Henge", nằm kế bên khu mỏ Wenceslas (50°37′43″B 16°29′40″Đ / 50,62861°B 16,49444°Đ), khoảng 3,1 kilômét (1,9 mi) về phía đông nam các công trình ngầm của Tổ hợp Sokolec thuộc Dự án Riese, có thể đã từng đóng vai trò như là một thiết bị thử nghiệm cho một thí nghiệm về "lực đẩy phản trọng lực" được tạo ra với Die Glocke. Tuy nhiên, bản thân cấu trúc bị bỏ hoang cũng được giải nghĩa giống với phần còn lại của một tháp giải nhiệt công nghiệp thông thường.
Những lời phát biểu của Witkowski cùng với quan điểm của Cook đã thúc đẩy thêm sự phỏng đoán về thiết bị này của các tác giả người Mỹ, bao gồm Joseph P. Farrell, Jim Marrs, và Henry Stevens. Trong quyển Hitler's Suppressed and Still-Secret Weapons, Science and Technology (2007), Stevens kết luận rằng chất vôi tím theo như mô tả của Witkowski chỉ có thể là thủy ngân màu đỏ vì thủy ngân thường "không có hợp chất lỏng theo sự hiểu biết thông thường ". Stevens trình bày câu chuyện của nhà khoa học người Đức Otto Cerny đã nói với Greg Rowe năm 13 tuổi khoảng năm 1961 cho rằng cái gương lõm nằm trên đầu một thiết bị có vẻ tương tự như mô tả dành cho Die Glocke đã cung cấp khả năng nhìn thấy "những hình ảnh từ quá khứ" trong suốt quá trình hoạt động.

### Văn học
- Witkowski, Igor (2002). Prawda o Wunderwaffe (bằng tiếng Ba Lan).
- Witkowski, Igor (2003). The Truth about the Wunderwaffe. Bruce Wenham (trans). Books International Militaria. ISBN 83-88259-16-4.
- Stevens, Henry (2003). Hitler's Flying Saucers: A Guide to German Flying Discs of the Second World War. Books International Militaria.
- Marrs, Jim (2008). The Rise of the Fourth Reich. William Morrow & Company. ISBN 0-06-124558-5.

### Phim tài liệu
- Cook, Nick (Narrator and Writer) (1999). Billion Dollar Secret. Discovery Channel.
- Cook, Nick (Researcher) (tháng 2 năm 2005). “Area 51”. Unsolved History. Tập 47. Discovery Channel.
- Nazi UFO Conspiracy. Discovery Channel. ngày 24 tháng 11 năm 2008.

### Tác phẩm hư cấu
- Rollins, James (2006). Black Order.